# Telmatobius colanensis
Espèce
Statut de conservation UICN

 DD  : Données insuffisantes
Telmatobius colanensis est une espèce d'amphibiens de la famille des Telmatobiidae.

## Répartition
Cette espèce est endémique de la cordillère de Colán entre les provinces de Bagua et d'Utcubamba dans la région d'Amazonas au Pérou. Elle se rencontre à environ 2 410 m d'altitude.

## Description
L'holotype de Telmatobius colanensis mesure 62,5 mm.

## Étymologie
Son nom d'espèce, composé de colan et du suffixe latin -ensis, « qui vit dans, qui habite », lui a été donné en référence au lieu de sa découverte, la cordillère de Colán.

## Publication originale
- Wiens, 1993 : Systematics of the leptodactylid frog genus Telmatobius in the Andes of northern Peru. Occasional Papers of the Museum of Natural History, University of Kansas, vol. 162, p. 1-76 (texte intégral).